# Копачени (Дамбовица)
Копачени (рум. Copăceni) насеље је у Румунији у округу Дамбовица у општини Малу ку Флори. Oпштина се налази на надморској висини од 693 m.

## Становништво
Према подацима из 2002. године у насељу је живело 270 становника, од којих су сви румунске националности.